# Туройо

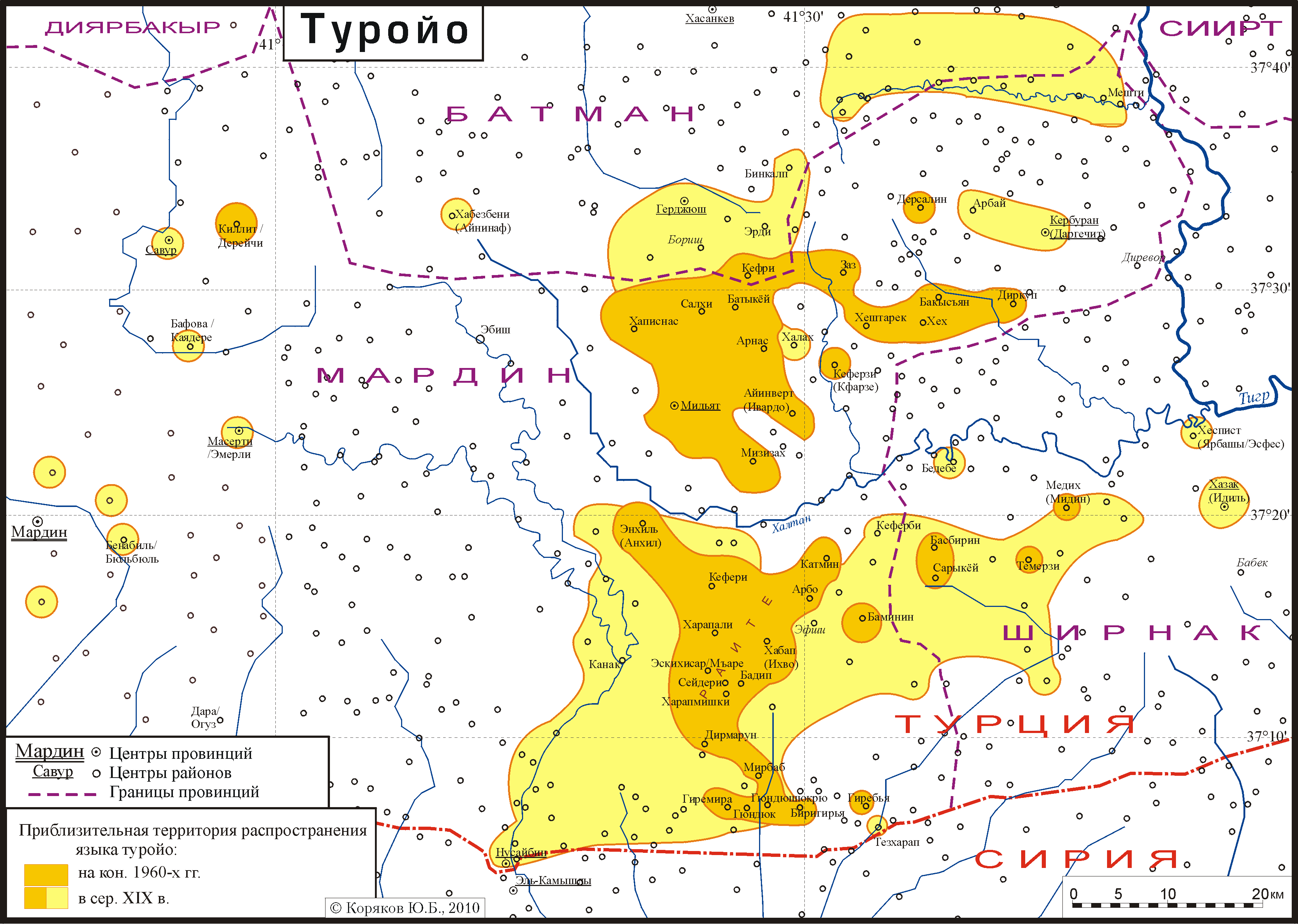
Карта распространения языка туройо за последние два века: оранжевым — 1960-е гг; жёлтым — сер. XIX в.

Туройо (Tûrôyo) — один из новоарамейских языков, распространённый на юго-востоке Турции, на нагорье Тур-Абдин. Туройо — единственный новоарамейский язык на территории современной Турции, носители которого почти не пострадали во время геноцида 1915 года. Хотя его территория значительно сократилась по сравнению с XIX веком, ещё в 1950-х годах носители компактно проживали на востоке провинции Мардин и соседних районах провинции Ширнак, составляя большинство населения в 16 деревнях и значительную часть населения еще в 22 деревнях и городе Мидьят, их главном культурном центре.
Носители языка туройо — христиане, принадлежат к Сиро-яковитской церкви, которая использует его в качестве богослужебного.

## Лингвогеография
К 1970 году число носителей языка туройо в Тур-Абдине оценивалось в 20 тыс. чел. По-видимому ещё столько же переселилось в крупные города Турции, прежде всего Стамбул и соседние районы Сирии. В конце XX века усилилась эмиграция носителей туройо в страны Западной Европы (в первую очередь ФРГ), что привело к резкому снижению их численности на традиционной территории распространения. В настоящее время, по разным оценкам, в Тур-Абдине на туройо говорит от нескольких тысяч до нескольких сотен человек. В то же время в различных странах Западной Европы (Германия, Швеция), в США, Канаде и Австралии образовалась многочисленная диаспора туройо. В начале 1990-х гг. число эмигрантов из Тур-Абдина в странах Западной Европы оценивалось в 40 тыс. чел., из них не менее 25 тыс. в Германии. Впрочем, в странах эмиграции в отрыве от привычного образа жизни и туройоязычного окружения молодое поколение быстро переходит на другие языки, из-за чего число полноценных носителей в диаспоре с трудом поддается оценке. Общая численность турабдинских христиан-яковитов в мире в середине 1990-х гг. составляла около 84 тыс. чел., из них не более 3 тыс. чел. в самом Тур-Абдине. Реальное же число носителей туройо скорее всего сильно меньше, так как молодые турабдинцы в диаспоре утрачивают язык.
Однако по данным экспедиции 2018 г. (С.Лёзов, Ю.Фурман, А.Лявданский и др.), распространенное мнение, что носителей туройо в Тур-Абдине катастрофически мало, что они преимущественно пожилого возраста и живут под постоянной угрозой физического уничтожения, неверно: значительная часть носителей – среднего и молодого возраста, в нескольких деревнях наблюдается прирост населения, в том числе за счет возвратившихся из Европы эмигрантов.

## Диалекты
По мнению О. Ястрова и Х. Риттера, существуют две основных разновидности языка туройо — деревенские диалекты и диалект города Мидьята. В диаспоре сформировалась новая разновидность языка туройо — деревенско-городское койне, которое постепенно вытесняет остальные диалекты туройо.

## Классификация
Вместе с языком млахсо образует особую подгруппу, которая вместе с северо-восточными новоарамейскими и новомандейским входит в восточную группу арамейских языков новой ступени. Синхронно им противопоставляется только западноновоарамейский язык Маалулы и соседних деревень (юго-западная Сирия).

## Название
На языке туройо этот язык может называться несколькими разными способами:
- ܛܘܪܝܐ Ṭuroyo/Tûrôyo /tˤurˈɔjɔ/ — это название, видимо, происходит от слова ṭuro — «гора», то есть туройо — язык гор, имеется в виду нагорье Тур-Абдин (u-ṭuro daʕ-ʕabode), название которого буквально переводится как «Нагорье поклоняющихся (Богу)», то есть имеется в виду приверженность местного населения христианству; аналогичное арабское название звучит как ṭorāni;
- ܨܘܼܪܲܝܬ Ṣurayt /sˤuˈrajt/ — более старое название языка[2] , предпочитаемое частью носителей; значит «сирийский (язык)»;
- ܣܘܪܝܝܐ Suryoyo /surˈjɔjɔ/ — термин обозначающий современный «сирийский язык» в противопоставлении классическому сирийскому, который называется Suroyo или Kṯobonoyo/Kṯowoyo или Urhoyo; термин сурьойо широко распространён в диаспоре.